# 布卡京卡
48°25′14″N 28°1′49″E / 48.42056°N 28.03028°E
布卡廷卡（烏克蘭語：Букатинка）是位於烏克蘭西南部的村莊，由文尼察州裡莫希利夫-波季利斯基区的巴布欽齊市鎮負責管轄。該村始建於1606年，面積2.16平方公里，海拔高度129米，2001年人口440，人口密度每平方公里203.99人。